# 깜라인만

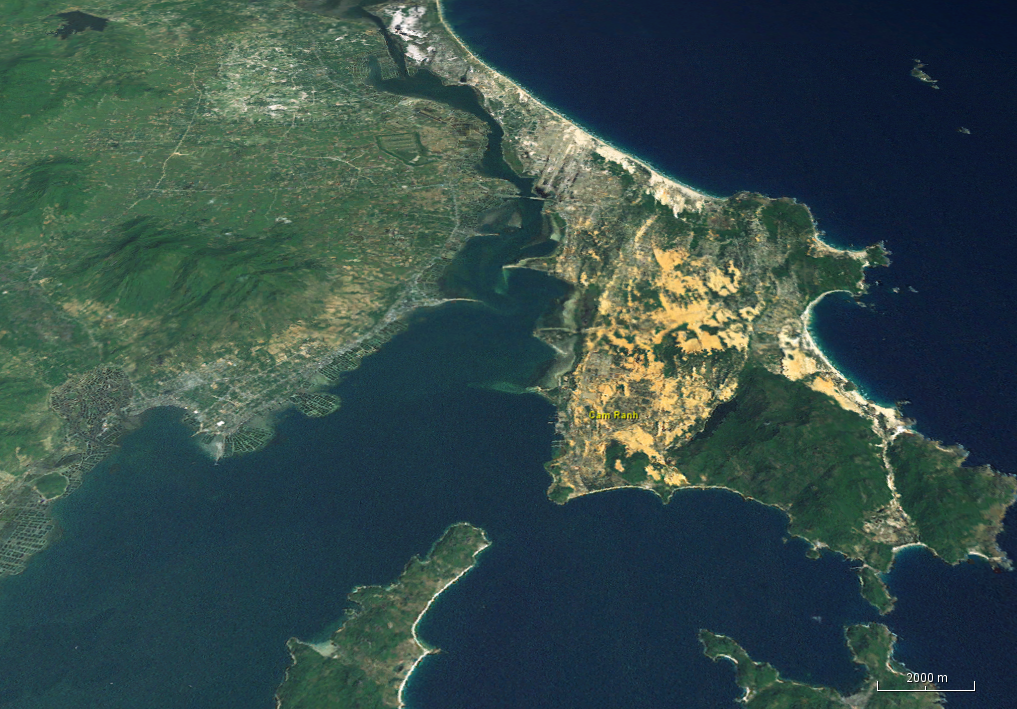
깜라인만 인공위성 지도

깜라인만(베트남어: Vịnh Cam Ranh, 영어: Cam Ranh Bay)은 베트남 깜라인에 위치한 만이다. 깜라인 만에서 북동쪽으로 620km 정도 떨어진 곳에는 파라셀 제도, 남동쪽으로 520km 정도 떨어진 곳에는 스프래틀리 군도가 있다.

## 역사
깜라인 만은 베트남 전쟁 당시에 미국 전투기와 수송기, 병력 집결지 역할을 한 미군 핵심 전략기지 가운데 하나였다. 2015년 11월 일본과의 국방장관 회담에서 일본 해상자위대 함정의 깜라인 만 기항을 허용했다.
2016년 3월 깜라인 만에 국제항구 1단계 공사가 완료되었다. 민간 선박, 군함, 항공모함이 항구를 이용할 수 있다. 2단계 공사가 끝나면 선박 18척이 동시에 접안할 수 있다. 2016년 5월 미국 해군의 깜라인 만 기항을 허용할 것이라고 알려졌다.

## 같이 보기
- 깜라인 해군기지
- 깜라인 공군기지